# Chensu (Umrisszeichner)
Chensu (auch Chons) war ein altägyptischer Umrisszeichner, der in der späten 18., frühen 19. Dynastie (1333–1279/78 v. Chr.) oder der Regierungszeit des Pharaos Ramses II. (1279–1213 v. Chr.) in der Region Memphis tätig war.
Chensu ist von einer rechteckigen Grabstele bekannt, die im Fundament eines östlich von Kafr El-Gabal (Gizeh) gelegenen Tempels gefunden wurde, der Ramses II. zugeschrieben wird. Auf der Stele werden neben Chensu seine Söhne, Rama – der Besitzer der Stele –, Hi sowie Amenophis genannt. Vater und Söhne wirkten alle als Umrisszeichner. Somit waren sie für die Vorzeichnungen für Reliefs und Statuen zuständig.